# Doğanpınar
Doğanpınar, tot 1960 Pintige of Pintike geheten, is een dorp in het Turkse district Pülümür in de provincie Tunceli. Het dorp ligt ongeveer 32 km ten noordwesten van Pülümür en 102 km ten noordoosten van Tunceli en ligt niet ver van de grens met het district Üzümlü van de provincie Erzincan.
Op 31 december 2021 werden er 128 inwoners in het dorp geregistreerd, 81 mannen en 47 vrouwen. Het aantal inwoners vertoont al decennialang een dalende trend: in 2014 woonden er 164 inwoners, in 1990 nog 232 inwoners en in 1985 zelfs 322 personen.